# Карлайл (Індіана)
Карлайл (англ. Carlisle) — місто (англ. town) в США, в окрузі Салліван штату Індіана. Населення — 625 осіб (2020).

## Географія
Карлайл розташований за координатами 38°57′39″ пн. ш. 87°24′5″ зх. д. / 38.96083° пн. ш. 87.40139° зх. д. (38.960778, -87.401424).  За даними Бюро перепису населення США в 2010 році місто мало площу 1,34 км², уся площа — суходіл.

## Демографія
Згідно з переписом 2010 року, у місті мешкали 692 особи в 271 домогосподарстві у складі 188 родин. Густота населення становила 516 осіб/км².  Було 311 помешкання (232/км²).
Расовий склад населення:
| - 97,1 % — білих - 0,6 % — корінних американців - 1,9 % — осіб інших рас |

До двох чи більше рас належало 0,4 %. Частка іспаномовних становила 2,7 % від усіх жителів.
За віковим діапазоном населення розподілялося таким чином: 25,9 % — особи молодші 18 років, 55,9 % — особи у віці 18—64 років, 18,2 % — особи у віці 65 років та старші. Медіана віку мешканця становила 38,2 року. На 100 осіб жіночої статі у місті припадало 98,3 чоловіків;  на 100 жінок у віці від 18 років та старших — 95,8 чоловіків також старших 18 років.
Середній дохід на одне домашнє господарство  становив 53 543 долари США (медіана — 46 944), а середній дохід на одну сім'ю — 61 737 доларів (медіана — 51 944). За межею бідності перебувало 17,0 % осіб, у тому числі 25,3 % дітей у віці до 18 років та 8,5 % осіб у віці 65 років та старших.
Цивільне працевлаштоване населення становило 217 осіб. Основні галузі зайнятості: освіта, охорона здоров'я та соціальна допомога — 26,3 %, виробництво — 15,2 %, транспорт — 13,4 %, роздрібна торгівля — 12,4 %.